# Chiau Wen-Yan
Chiau Wen-Yan (Chinois: 邱文彥), né le 17 juillet 1953 à Neipu (en), dans le comté de Pingtung, est un législateur et politicien taïwanais, professeur et ancien directeur général adjoint de l’Environmental Protection Agency.

## Éducation et spécialités
Après un Master en planification urbaine et régionale de l'Université de Pennsylvanie (1989), il obtient un Graduate School of Urban Planning à la National Chung Hsing University (en) (2015) puis un BA, Département de la planification urbaine dans la même université.
En tant qu'océanographe, Chiau a élaboré des plans marins. 
Chiau a été nommé directeur adjoint de l'Environmental Protection Administration. 
Chiau préconise la durabilité environnementale. Il préconise de défendre le concept de "paix".

## Travail

### Academie
Chiau a précédemment exercé les fonctions de professeur.

### ONG
Il travaille également pour des organisations non gouvernementales (ONG) en tant que :
- directeur général

## Projet de lois importants

### La loi sur l'éducation en matière d'environnement
Cette loi a été adoptée le 18 mai 2010.